# Тежка нощ
„Тежка нощ“ (на английски: Rough Night) е американска черна комедия от 2017 г. на режисьора Лучия Аниело в режисьорския си дебют, която е съсценаристка с Пол Даунс. Във филма участват Скарлет Йохансон, Кейт Маккинън, Джилиън Бел, Илана Глейзър и Зоуи Кравиц, докато Пол Даунс, Тай Бърел и Деми Мур се появяват в поддържащи роли.
Премиерата му е в САЩ на 12 юни 2017 г. от „Сони Пикчърс Релийзинг“ чрез „Кълъмбия Пикчърс“, който получава смесени отзиви и печели 47 млн. щ.д. в световен мащаб срещу производствен бюджет от 26 млн. щ.д.